# Chloropteryx acerces
Chloropteryx acerces är en fjärilsart som beskrevs av Louis Beethoven Prout 1912. Chloropteryx acerces ingår i släktet Chloropteryx och familjen mätare. Inga underarter finns listade i Catalogue of Life.